# Jan Kilarski

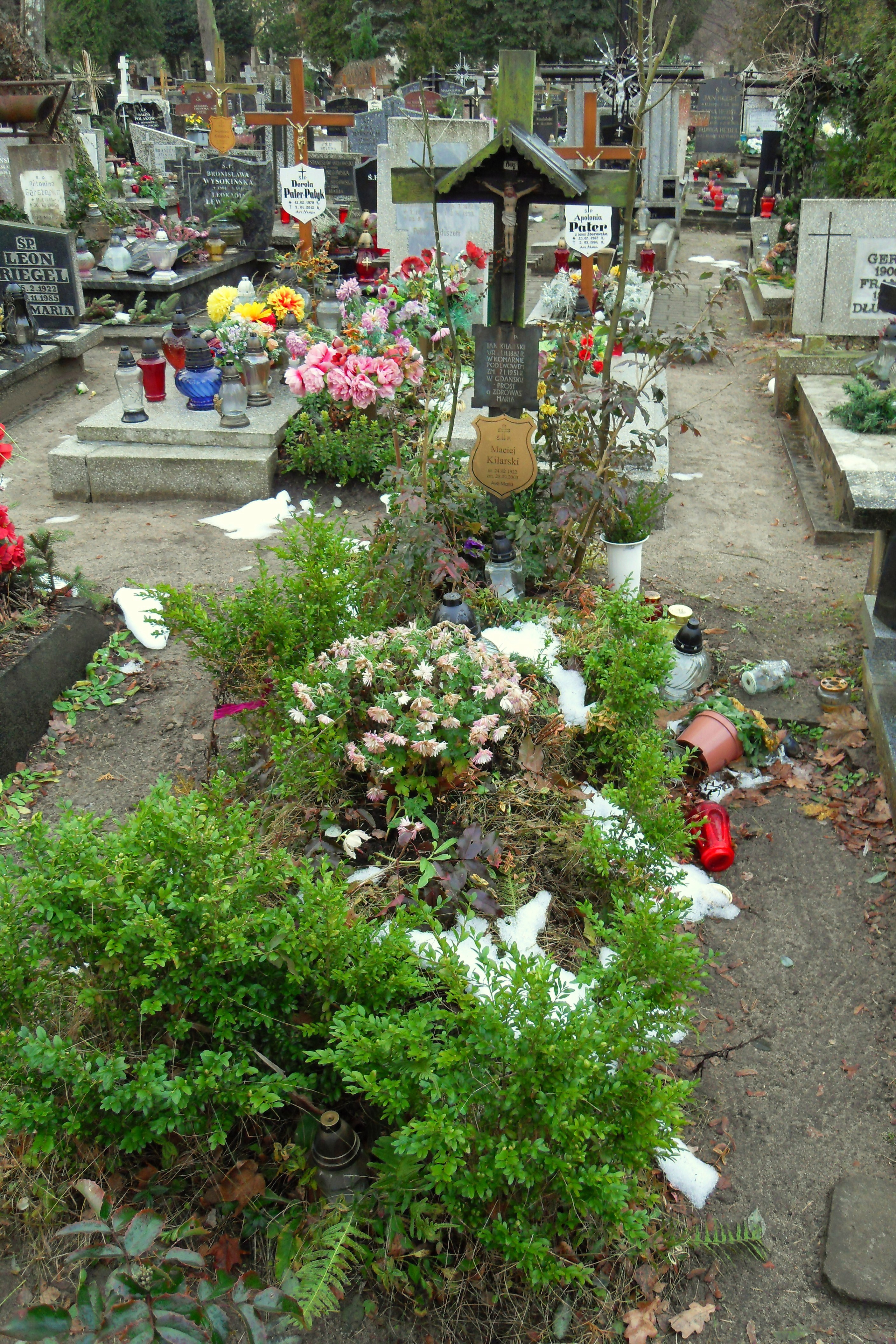
Grób na gdańskim cmentarzu Oliwskim

Jan Kilarski (ur. 21 lutego 1882 w Komarnie, zm. 7 stycznia 1951 w Gdańsku) – polski matematyk i fizyk, pedagog, krajoznawca, redaktor Gazety Lwowskiej, profesor Politechniki Gdańskiej, historyk Gdańska.

## Życiorys
Uczęszczał do C. K. Gimnazjum w Sanoku, gdzie w 1901 ukończył VI klasę. Był autorem wielu przewodników turystycznych i monografii, m.in.:
- Przewodnik po Poznaniu, Lwów-Warszawa 1929
- Kalisz i Gołuchów, Warszawa 1937
- Gdańsk, Poznań 1937 (w serii Cuda Polski)
- Przewodnik po Wielkopolsce, Poznań 1938
- Gdańsk miasto nasze. Przewodnik po Gdańsku starym i nowym, Kraków 1947

Pochowany został na cmentarzu w Gdańsku-Oliwie (kwatera 13-14-9).